# Serémange-Erzange
Serémange-Erzange (deutsch Schremingen-Ersingen) ist eine französische Gemeinde mit 4188 Einwohnern (Stand 1. Januar 2022) im Département Moselle in der Region Grand Est (bis 2015 Lothringen). Sie gehört zum Arrondissement Thionville.

## Geografie
Die Stadt Serémange-Erzange liegt an der Fensch, etwa acht Kilometer südwestlich von Thionville auf einer Höhe zwischen 169 und 301 m über dem Meeresspiegel, die mittlere Höhe beträgt 200 m. Das Gemeindegebiet umfasst 3,75 km². Das Stadtgebiet ist mit den umliegenden Städten Fameck, Florange und Hayange zusammengewachsen und eng verflochten. Die Stadt besteht aus den Ortschaften Serémange, Erzange und Suzange.

## Geschichte
Serémange-Erzange wurde 1932 aus den beiden Gemeinden Serémange und Erzange gebildet.
Serémange gehörte Ende des 19. Jahrhunderts zu den Grenzorten der deutsch-französischen Sprachgrenze. Das Dorf war um 1887 schon ganz überwiegend frankophon, allerdings wurde von vielen älteren Einwohnern noch Deutsch gesprochen. Der Schulunterricht war zweisprachig, während die Kirchensprache allein Französisch war.
Das Stadtwappen zeigt die früheren Abhängigkeiten: das Kreuz der Herren von Lenoncourt und der goldene Rahmen als Schleier der Heiligen Glossinde. Die Hämmer erinnern an die lange Tradition der Metallurgie.
In Serémange-Erzange betreibt der Konzern ArcelorMittal ein Stahlwerk.

### Bevölkerungsentwicklung
| Jahr      | 1962 | 1968 | 1975 | 1982 | 1990 | 1999 | 2007 | 2019 |
| --------- | ---- | ---- | ---- | ---- | ---- | ---- | ---- | ---- |
| Einwohner | 5853 | 4976 | 4613 | 4547 | 4143 | 4035 | 4098 | 4163 |

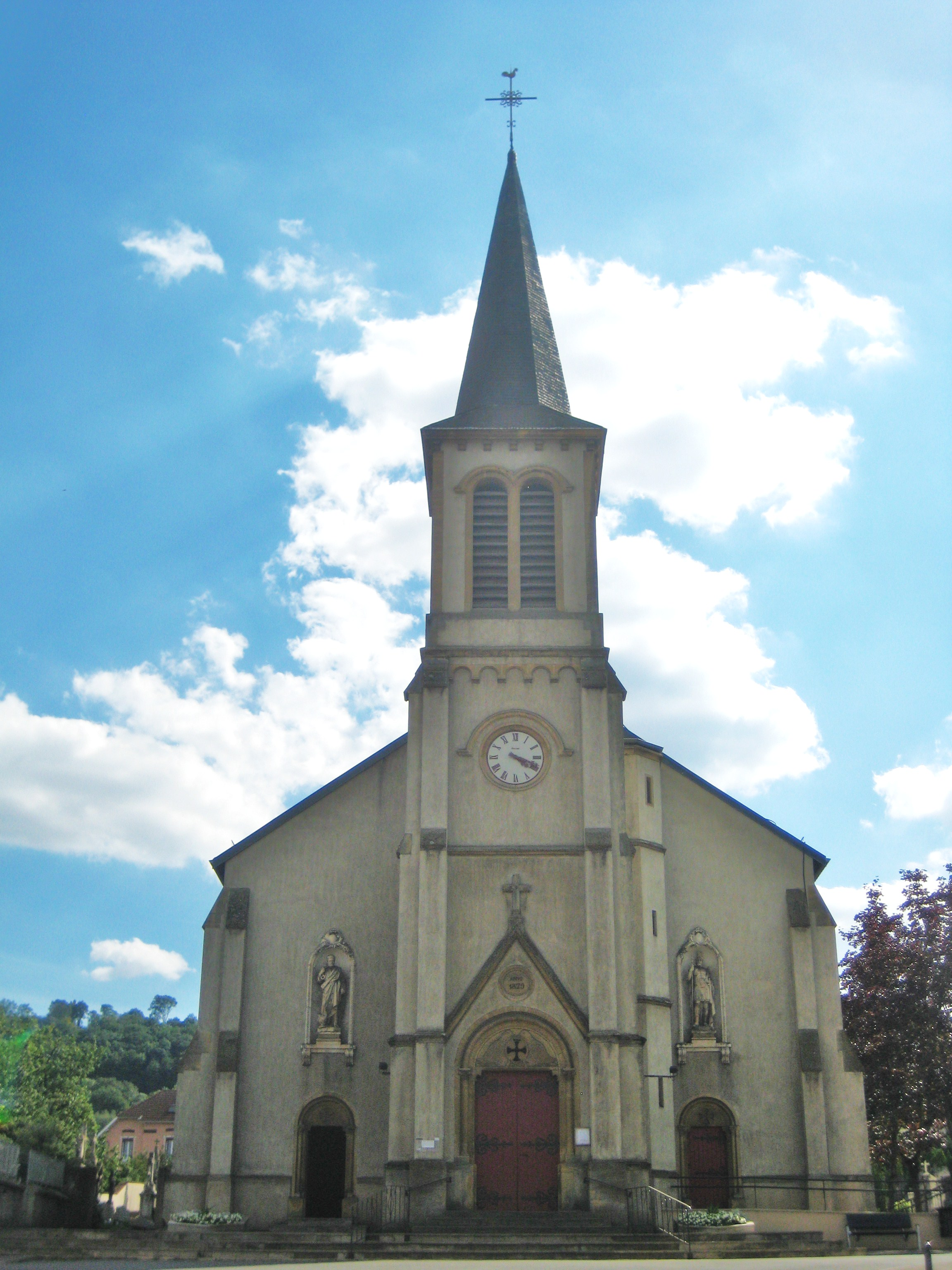
Kirche Saint-Joseph
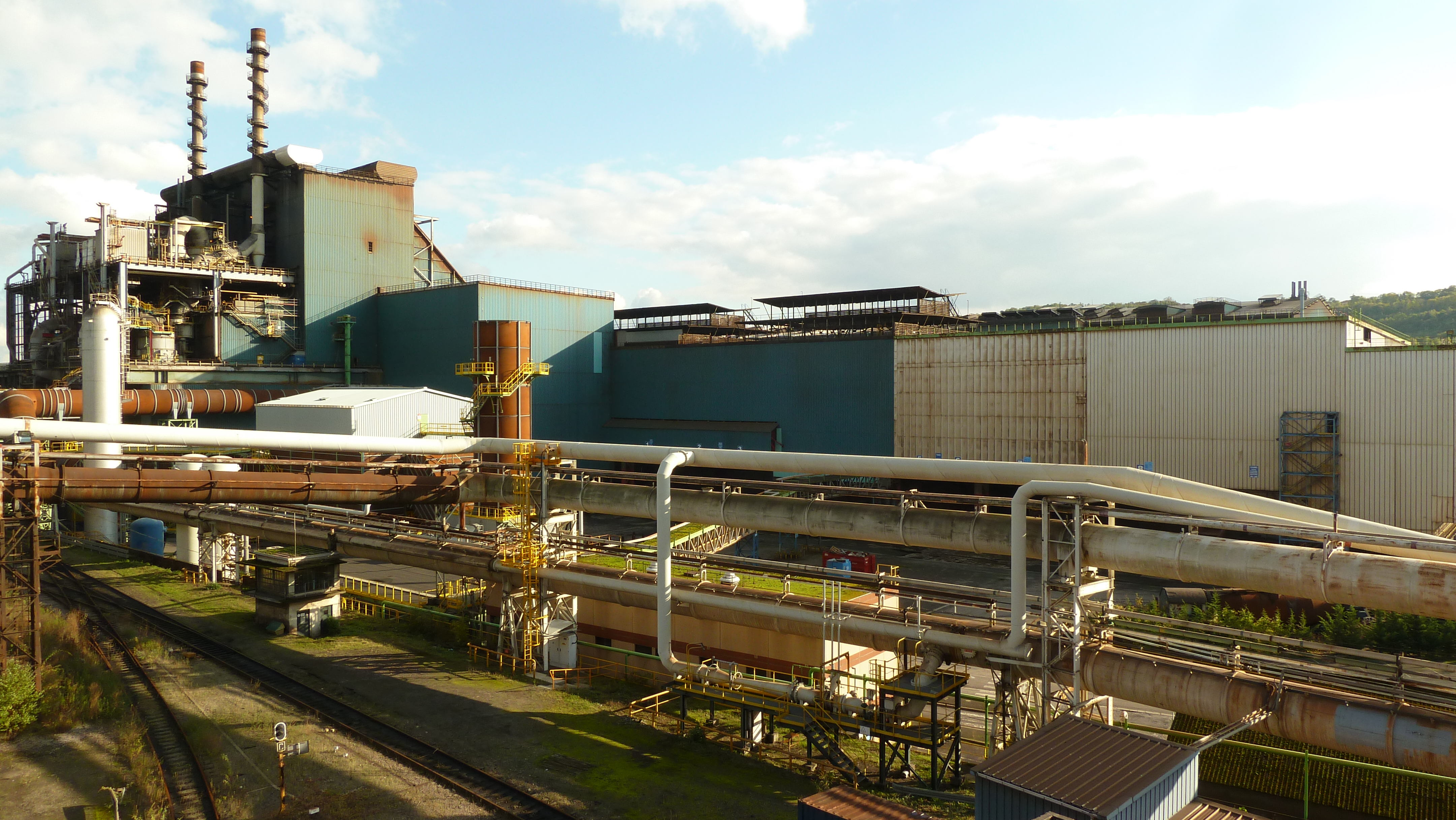
Stahlwerk Serémange

## Belege
1. ↑  Constant This: Die deutsch-französische Sprachgrenze in Lothringen. Heitz und Mündel, Straßburg 1887, S. 20.
2. ↑  Wappenbeschreibung auf genealogie-lorraine.fr (französisch)